# Thrillington
Thrillington — альбом Пола Маккартни (под псевдонимом Пе́рси «Триллз» Три́ллингтон; англ. Percy «Thrills» Thrillington), выпущенный в 1977 году. Альбом является инструментальной кавер-версией альбома Пола и Линды Маккартни Ram, вышедшего в 1971 году.

## Об альбоме
Аранжировщику Ричарду Хьюсону было предложено сделать оркестровую аранжировку песен из альбома Ram ещё до того, как альбом был выпущен; запись этих аранжировок была сделана 15—17 июня 1971 (Пол Маккартни выступал только как продюсер записи, не участвуя в записи как музыкант); предполагалось, что эти записи будут вскоре изданы. Решение Пола и Линды создать группу Wings привело к тому, что альбом с инструментальными аранжировками оставался неизданным до 1977.
Подготавливая в 1976 и 1977 выпуск Thrillington, Пол Маккартни (для повышения любопытства публики и её интереса к альбому) выдумал несуществующего человека, якобы являющегося автором альбома — Перси «Триллза» Триллингтона — и даже разместил в некоторых музыкальных изданиях Великобритании заметки, рассказывающие о якобы приездах и участии в каких-то событиях Перси Триллингтона.
В альбоме, выпущенном 29 апреля 1977, имя Пола Маккартни упоминается только в аннотации на обложке альбома, где он описывается как один из друзей Перси Триллингтона. Появление альбома Thrillington прошло почти незамеченным в прессе, за исключением упоминания в рубрике «Случайные заметки» (англ. Random Notes) в журнале Rolling Stone. Альбом остался лишь одним из изданий, представляющих интерес для коллекционеров; к тому же оставались сомнения, является ли «Перси Триллингтон» на самом деле Полом Маккартни, и какое участие Маккартни принимал в работе над альбомом. Маккартни никогда не спрашивали о его участии в создании этого альбома, пока он наконец не признался в своей мистификации журналисту Питеру Палмиере (англ. Peter Palmiere) на пресс-конференции в Лос-Анджелесе 27 ноября 1989 во второй части своего мирового турне. Маккартни сказал Палмиере: «Отличный вопрос для окончания пресс-конференции. Мир должен это знать! Но если серьёзно — это были я и Линда; и мы хранили это в секрете долгое время… но теперь мир должен это узнать!» После этого признания цена альбома почти утроилась.
В 1990 Пол Маккартни также признался Палмиере в автографе, что именно он, Пол, также выступил и под именем Клинт Херриган (англ. Clint Harrigan) — как автор аннотаций к альбому Thrillington, а также к альбому Wings Wild Life. Первым человеком, раскрывшим личность Клинта Херригана, был Джон Леннон, который рассказал довольно много в получившей широкую огласку враждебной переписке между ним и Маккартни в журнале New Musical Express в 1972.
Полная история создания альбома Thrillington детально рассказана в книге музыкального журналиста Иэна Пила (англ. Ian Peel) «Неизвестный Пол Маккартни» («The Unknown Paul McCartney», Reynolds & Hearn, 2002). Пил описал различных музыкантов, которые сформировали взгляды Маккартни на музыкальную жизнь, — включая аранжировщика и дирижёра Ричарда Хьюсона, басиста Херби Флауэрса, музыканта и вокального аранжировщика Майка Сэммса — а также тех, кто принимал участие в создании мистификаций, придумываемых Полом.

## Переиздание
Thrillington был выпущен на CD в 1995 и 2004; при этом не выпускалось изданий на виниле. Уровень продаж был небольшим в основном из-за того, что интерес к самому этому проекту всегда был небольшим.
Thrillington был также переиздан как часть делюкс-издания ремастированного альбома Ram 21 мая 2012 года.

## Список композиций
Слова и музыка всех песен — Пол и Линда Маккартни, кроме обозначенных особо.
| №  | Название                      | Автор(ы)      | Длительность |
| -- | ----------------------------- | ------------- | ------------ |
| 1. | «Too Many People»             | Пол Маккартни | 4:31         |
| 2. | «3 Legs»                      | Пол Маккартни | 3:41         |
| 3. | «Ram On»                      | Пол Маккартни | 2:49         |
| 4. | «Dear Boy»                    |               | 2:50         |
| 5. | «Uncle Albert/Admiral Halsey» |               | 4:56         |
| 6. | «Smile Away»                  | Пол Маккартни | 4:39         |

| №   | Название                  | Автор(ы)      | Длительность |
| --- | ------------------------- | ------------- | ------------ |
| 7.  | «Heart of the Country»    |               | 2:27         |
| 8.  | «Monkberry Moon Delight»  |               | 4:36         |
| 9.  | «Eat at Home»             |               | 3:28         |
| 10. | «Long Haired Lady»        |               | 5:44         |
| 11. | «The Back Seat of My Car» | Пол Маккартни | 4:51         |

## Над альбомом работали
- Richard Hewson — дирижёр
- Vic Flick — электрогитара, акустическая гитара
- Херби Флауэрс — бас-гитара
- Steve Grey — фортепиано
- Clem Cattini — барабаны
- Jim Lawless — перкуссия
- Chris Karan — Guica
- The Mike Sammes Singers — бэк-вокал[3]

Широко распространена неверная информация, что в этом альбоме бэк-вокал пели Swingle Singers. Вокальный ансамбль «Mike Sammes Singers» принимал участие (хотя и не отмечен в перечне участников записи) и в нескольких записях The Beatles, наиболее известные из которых — «Good Night» и «I Am the Walrus».

### Производственный персонал
- Percy «Thrills» Thrillington — продюсер
- Richard Hewson — аранжировщик
- Tony Clark — инженер звукозаписи
- Hipgnosis — оформление альбома
- Jeff Cummings — дизайн обложки
- Clint Harrigan — аннотация к альбому
- Phil Smee — дизайн упаковки альбома